# Stephania Guillemin
Stephania Guillemin (* 18. Oktober 1977) ist eine ehemalige französische Bogenbiathletin.
Stephania Guillemin erreichte ihren ersten internationalen Erfolg, als sie bei den Bogenbiathlon-Weltmeisterschaften 2001 in Kubalonka an der Seite von Olga Francon und Celine Gardoni als Schlussläuferin der französischen Staffel zum Einsatz kam und mit dieser die Bronzemedaille hinter Russland und Frankreich gewann. Im Massenstartrennen wurde sie Achte. Auch bei den Weltmeisterschaften ein Jahr später in Pokljuka gewann Guillemin, nun als Startläuferin, an der Seite von Aundrey Morel und Carole Leclerc erneut hinter Russland und Italien Staffel-Bronze.